# Paul Möller (Politiker)
Paul Möller (* 26. September 1916 in Fargemiel; † 8. Mai 2016 in Heiligenhafen) war ein deutscher Politiker (SPD).

## Leben
Möller absolvierte nach dem Besuch der Volksschule eine Lehre in der Landwirtschaft. 1932 schloss er sich dem Reichsbanner Schwarz-Rot-Gold an, betätigte sich aber in der Zeit des Nationalsozialismus nicht politisch. Er arbeitete in der Landwirtschaft und leistete ab 1937 seinen Wehrdienst ab; ab 1939 war er im Kriegsdienst und schließlich in Gefangenschaft. Von 1945 bis 1955 war Möller wieder in der Landwirtschaft tätig.
1946 schloss er sich der SPD an und 1947 der Gewerkschaft Gartenbau, Land- und Forstwirtschaft. 1953 wurde er Vizepräsident der Landwirtschaftskammer Schleswig-Holstein; das Amt übte er bis 1978 aus. 1953 wurde er in den Kreistag des Kreises Oldenburg in Holstein gewählt; das Mandat hatte er bis 1970 inne. Ab 1955 war Möller Bürgermeister der Gemeinde Heringsdorf (Ostholstein).
1968 rückte er für Walter Damm über die SPD-Landesliste in den Landtag Schleswig-Holsteins nach, dem er bis 1983 angehörte. Möller war Mitglied des Ausschusses für Volksgesundheit, des Agrar- und Umweltschutzausschusses und des Eingabenausschusses. Außerdem gehörte er dem Landeswahlausschuss an.
Möller war verheiratet und hatte ein Kind. Er lebte in Heringsdorf.

## Auszeichnungen
- 1964: Freiherr-vom-Stein-Medaille
- 1975: Bundesverdienstkreuz am Bande
- 1982: Bundesverdienstkreuz 1. Klasse
- 1994: Ehrenbürgermeister der Gemeinde Heringsdorf